# Andrij Pjatov
Andrij Valerijovyč Pjatov (ukrajinsky Андрій Валерійович П'ятов, * 28. června 1984 Kirovohrad) je bývalý ukrajinský profesionální fotbalový brankář, který naposledy chytal za ukrajinský klub FK Šachtar Doněck.
S týmem FK Šachtar Doněck vyhrál Pohár UEFA 2008/09, 6× ukrajinskou Premjer-lihu, 4× ukrajinský fotbalový pohár a 4× ukrajinský Superpohár.

## Reprezentační kariéra
Nastupoval za ukrajinskou mládežnickou reprezentaci do 21 let.
V A-mužstvu Ukrajiny debutoval 22. 8. 2007 v přátelském zápase v Kyjevě proti reprezentaci Uzbekistánu (výhra 2:1).

### MS 2006
Byl v kádru Ukrajiny na Mistrovství světa 2006 v Německu.

### EURO 2012
Zúčastnil se domácího Mistrovství Evropy ve fotbale 2012, které Ukrajina spolupořádala s Polskem. Odehrál na turnaji všechny tři zápasy svého týmu, postupně 11. června výhra 2:1 nad Švédskem, 15. června prohra 0:2 s Francií a 19. června porážka 0:1 s Anglií. Ukrajinské mužstvo skončilo se třemi body na nepostupové třetí příčce základní skupiny D.

### EURO 2016
Trenér Mychajlo Fomenko jej zařadil do závěrečné 23členné nominace na EURO 2016 ve Francii.